# Goniothalamus lii
Goniothalamus lii är en kirimojaväxtart som beskrevs av X. L. Hou och Y. M. Shui. Goniothalamus lii ingår i släktet Goniothalamus och familjen kirimojaväxter. Inga underarter finns listade i Catalogue of Life.